# Любув (Нижньосілезьке воєводство)
Любув (пол. Lubów, нім. Lübchen) — село в Польщі, у гміні Ємельно Ґуровського повіту Нижньосілезького воєводства.
Населення — 229 осіб (2011).
У 1975-1998 роках село належало до Лешненського воєводства.

## Демографія
Демографічна структура станом на 31 березня 2011 року:
|          | Загалом | Допрацездатний вік | Працездатний вік | Постпрацездатний вік |
| -------- | ------- | ------------------ | ---------------- | -------------------- |
| Чоловіки | 117     | 27                 | 79               | 11                   |
| Жінки    | 112     | 24                 | 62               | 26                   |
| Разом    | 229     | 51                 | 141              | 37                   |